# 钝翅苇莺
钝翅苇莺（学名：Acrocephalus concinens）为鶲科苇莺属的鸟类。在中国大陆，分布于河北、陕西、湖北、江西、广西、山东、江苏、四川、贵州、云南、福建、广东等地。该物种的模式产地在北京。